# Umbraculidae
Umbraculidae is een familie van weekdieren uit de klasse van de Gastropoda (slakken).

## Geslachten
- Spiricella Rang, 1828
- Umbraculum Schumacher, 1817